# Aplidium gelasinum
Aplidium gelasinum är en sjöpungsart som beskrevs av Kott 1992. Aplidium gelasinum ingår i släktet Aplidium och familjen klumpsjöpungar. Inga underarter finns listade i Catalogue of Life.